# Ordnance QF 2 pounder
Kanón OQF 2 pounder (Ordnance Quick Fire 2-pounder neboli "dvouliberní kanón") byl britský protitankový a tankový kanón ráže 40 mm používaný během druhé světové války. Byl bojově použit v průběhu bojů ve Francii v roce 1940 a v severoafrickém tažení.
S postupným zesilováním tankových pancířů přestala jeho průbojnost vyhovovat a od roku 1942 byl nahrazován kanónem OQF 6 pounder. Ve své tankové variantě se stal nejrozšířenějším britským tankovým kanónem počátečního období války a tvořil typickou hlavní výzbroj středních a těžkých obrněných automobilů až do konce války. Jeho značnou nevýhodou byla neexistence trhavého náboje proti nepancéřovaným cílům.